# Liberty megye (Montana)
Liberty megye az Amerikai Egyesült Államokban, azon belül Montana államban található. Megyeszékhelye és legnagyobb városa Chester. Lakosainak száma 1959 fő (2020. április 1.). Liberty megye Hill, Chouteau, Toole és Pondera megyékkel határos.

## Népesség
A megye népességének változása:
| Lakosok száma | 2354 | 2382 | 2398 | 2369 | 2408 | 1959 |
|               | 2010 | 2011 | 2012 | 2013 | 2015 | 2020 |